# 稲留神社

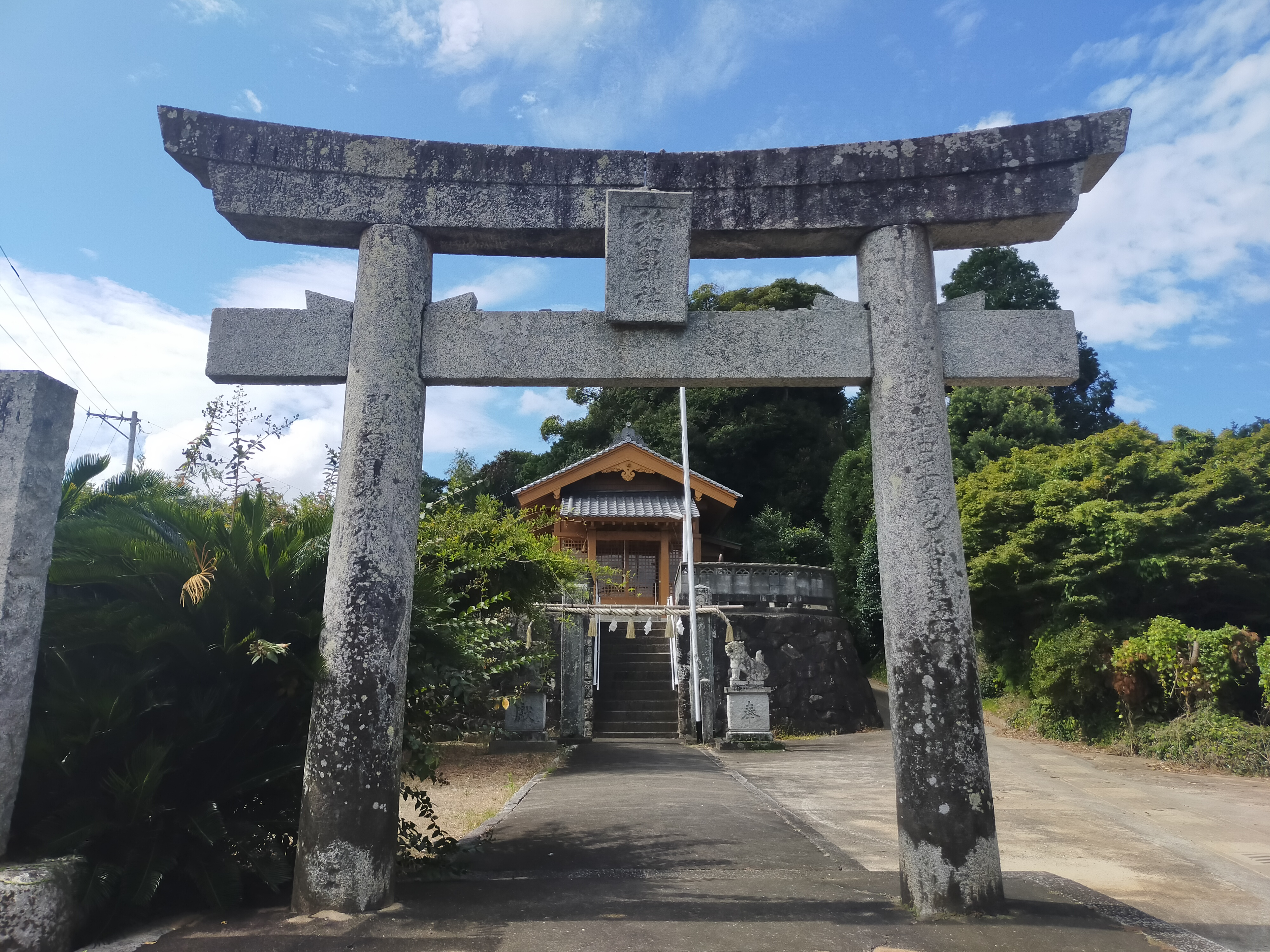
鳥居

稲留神社（いなどめじんじゃ）は、福岡県糸島市にある神社。祭神は瓊瓊杵尊、伊弉諾尊、伊弉册尊。2014年（平成26年）12月に改修が行われた。庚申石2体（猿田彦命）が鎮座する。

## 歴史

### 創建
古来の伝説によれば、鎌倉時代の建久年間に原田種直の家臣が鎮祭したとされる。種直は大宰少弐に任命されたが、平家に仕えて忠節であったため、源頼朝に召し捕られて籠居させられた。種直の家臣に山田という者がおり、家の没落を嘆き他家に仕えず、志摩郡火山（ひやま）の麓に一家を営み「稲留」の姓を名乗り農夫となった。その後、家臣は小さな家屋を建て、主人の武運を天神地祇に祈った。これが稲留神社の起源となる。なお、家臣の末裔には稲留布賢という者がおり、非常に博学であったと伝えられている。

### 沿革
- 1844年（天保15年）4月 - 拝殿改修。
- 1869年（明治5年）11月 - 村社に定められる。
- 1900年（明治33年） - 天満宮（末社）勧請。
- 1973年（昭和48年）7月19日 - 氏子・総代19名により社殿改築。
- 2014年（平成26年）12月 - 社殿改築。

## 祭神
祭神は次の3柱。表記は掲示板によった。
- 瓊瓊杵尊（ににぎのみこと）

地神五代の3代目。日向三代の初代。神武天皇の曾祖父。
- 伊弉諾尊（いざなぎのみこと）

神世七代の7代目。
- 伊弉册尊（いざなみのみこと）

神世七代の7代目。
このほか、広く神世七代・地神五代も祀っている。境内には庚申石が2体鎮座しており、猿田彦命も祀られている。また、稲留神社は菅原道真の直筆一通を蔵している。

## 祭祀
年間祭祀は以下の通り。
- 1月1日 - 歳旦祭
- 1月25日 - 天満宮 （末社）初天神祭、古札･注連飾り焼納祭
- 7月19日 - 夏越祭 （輪越祭）
- 8月最終土曜日 - 風止祭
- 10月19日 - 例大祭
- 11月第3または第4日曜日 - 七五三祈願祭

## 境内
社殿は、拝殿と天満宮（末社）からなる。境内には藤棚のそばに庚申石が2体鎮座する。

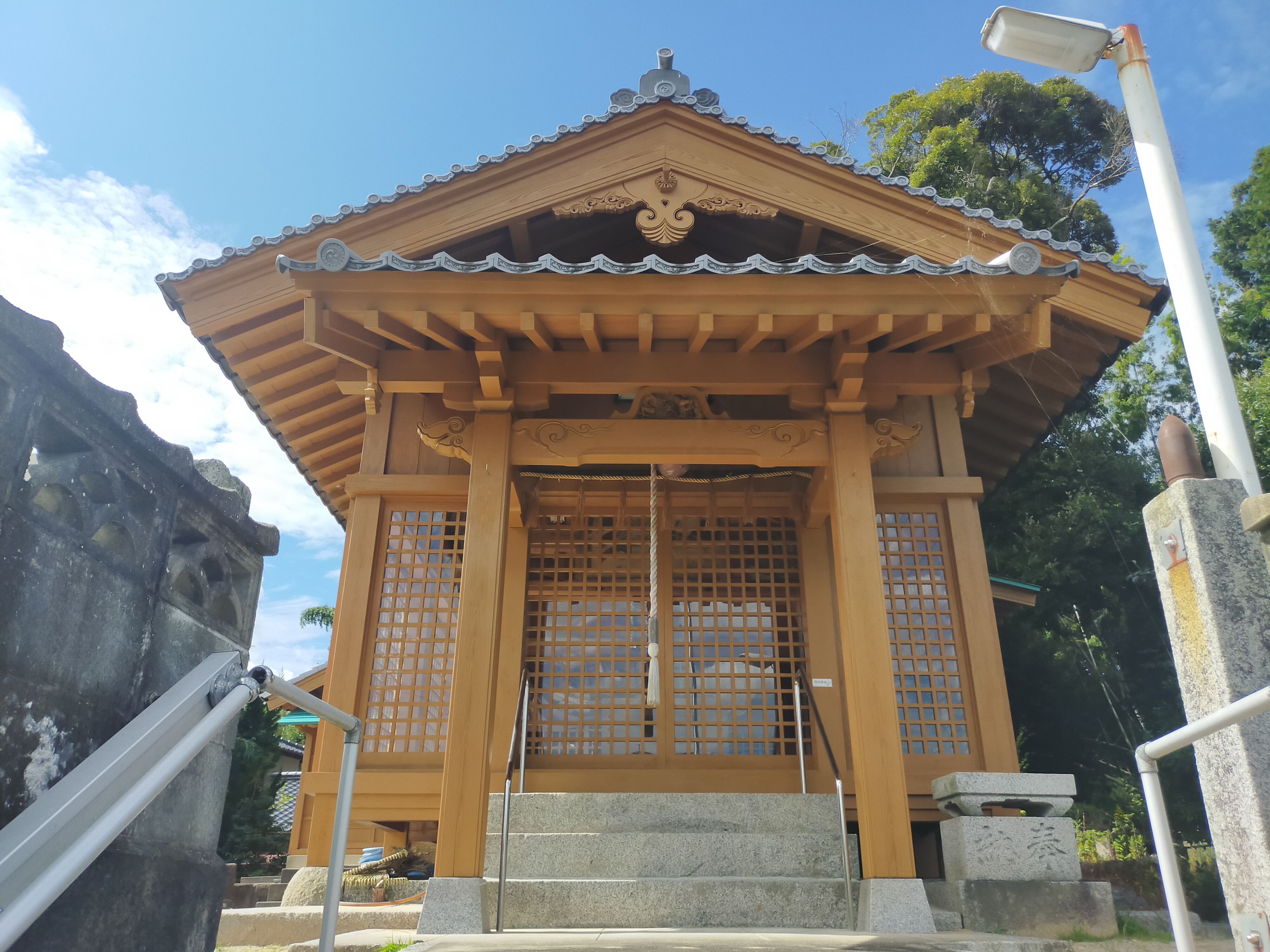
拝殿

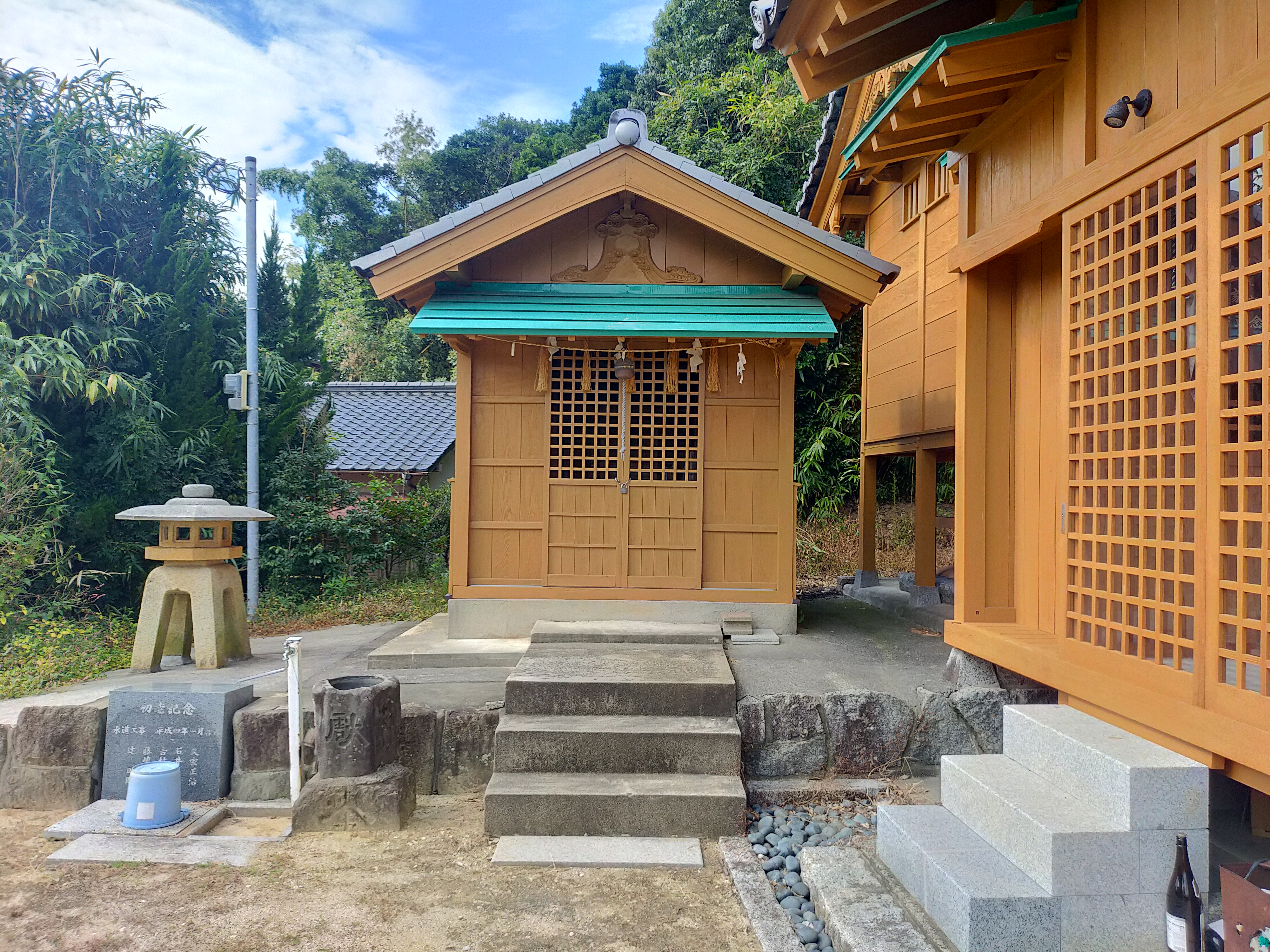
天満宮

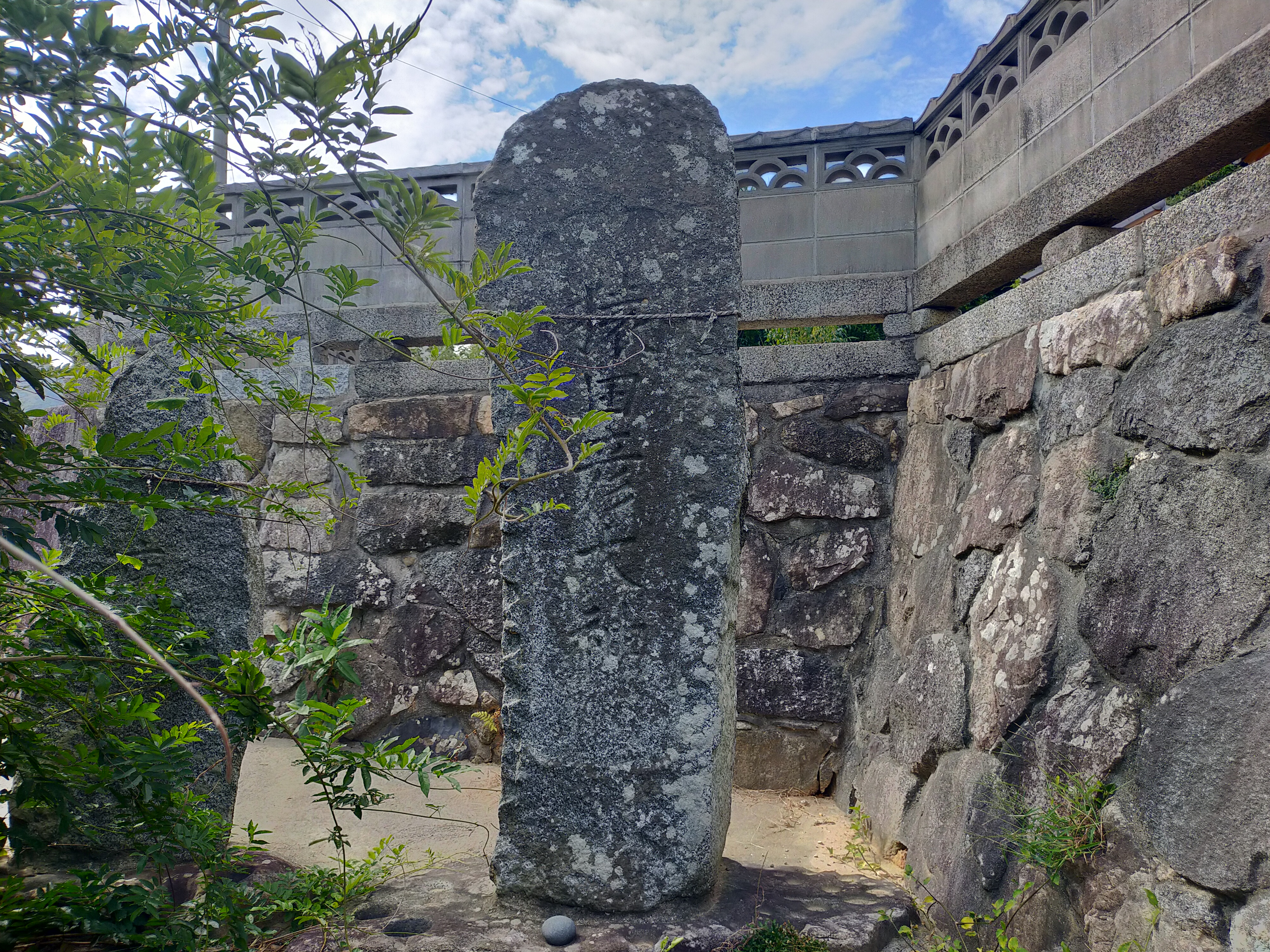
庚申石

## ギャラリー

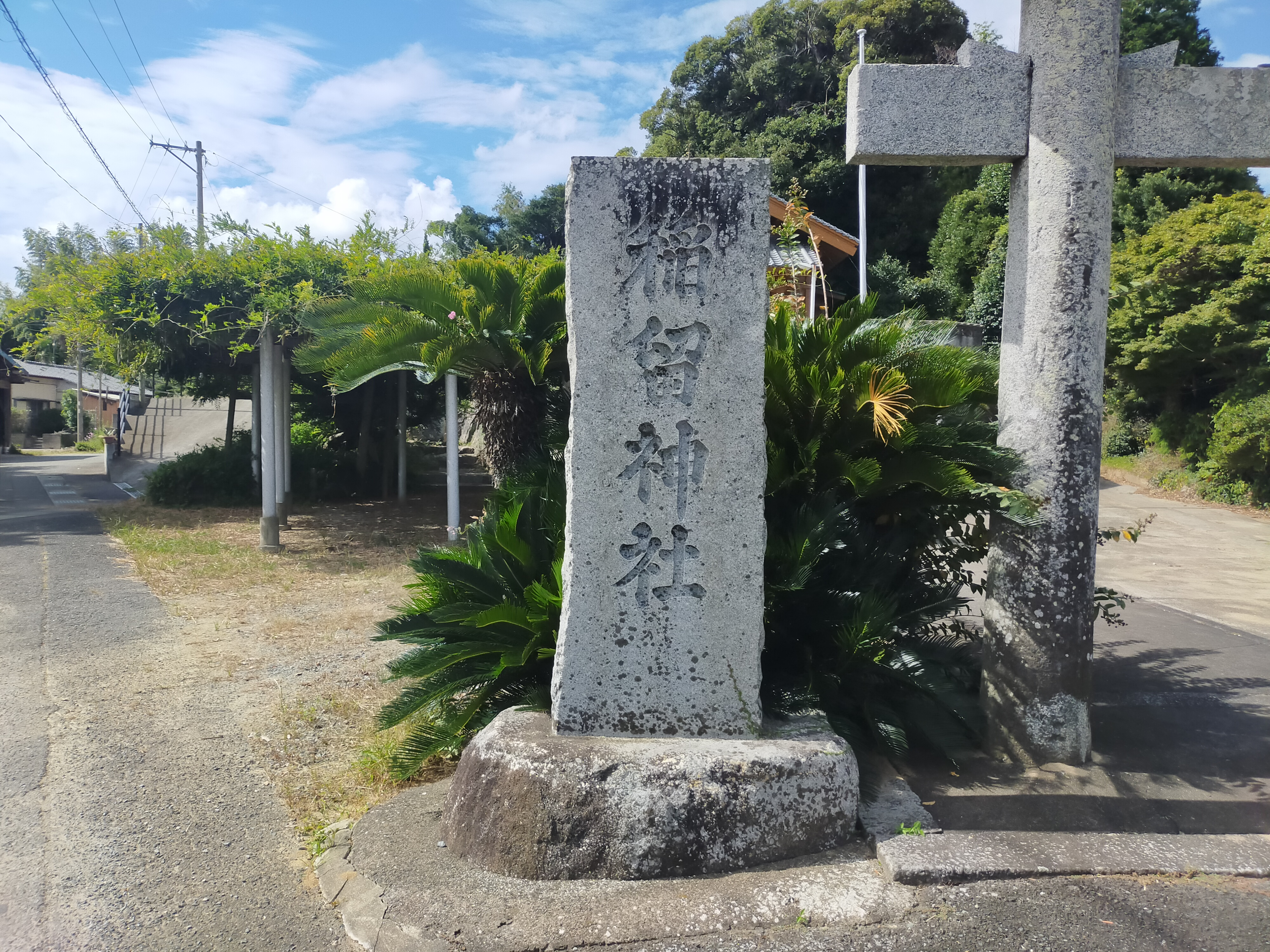
門柱
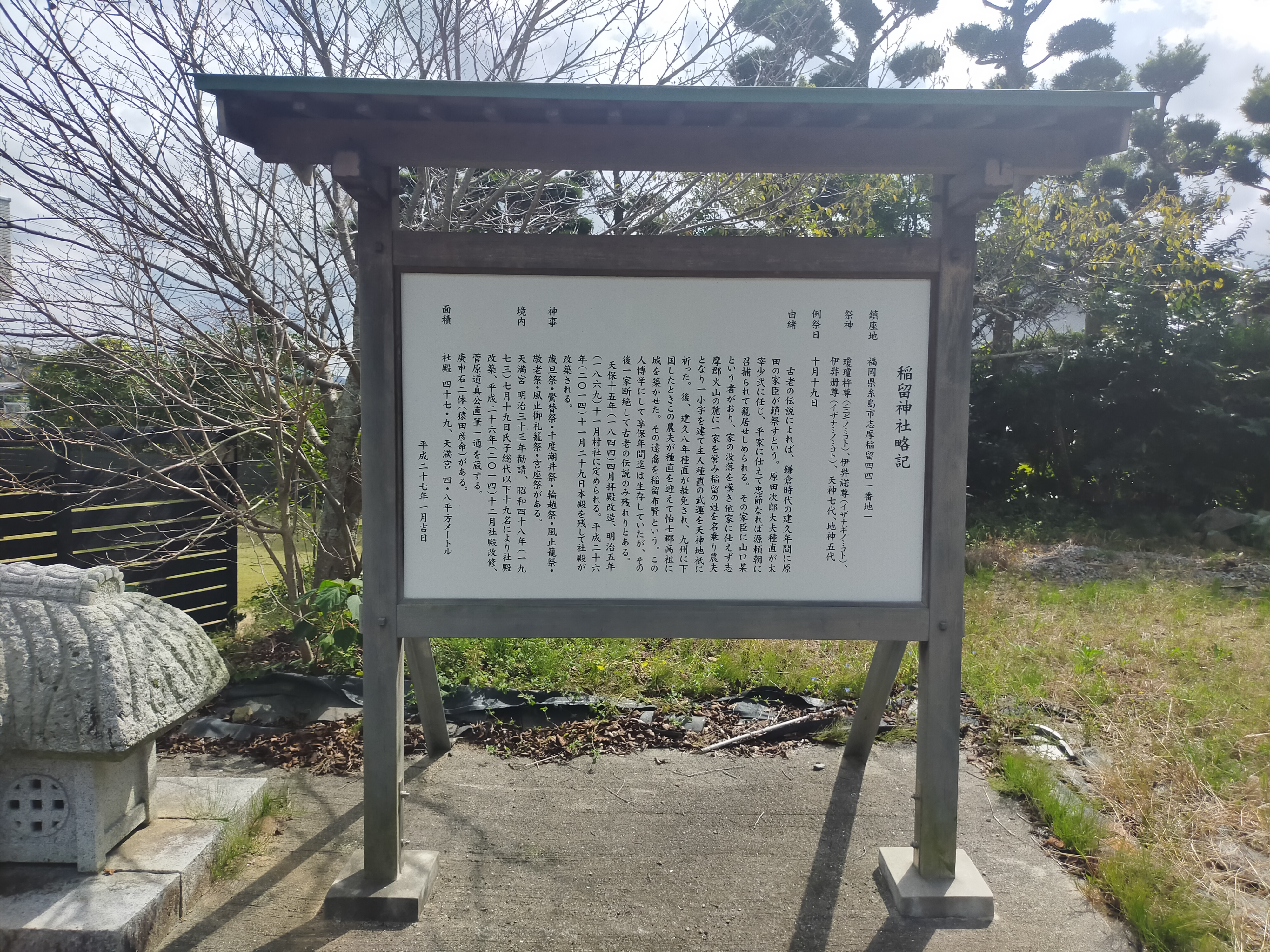
掲示板
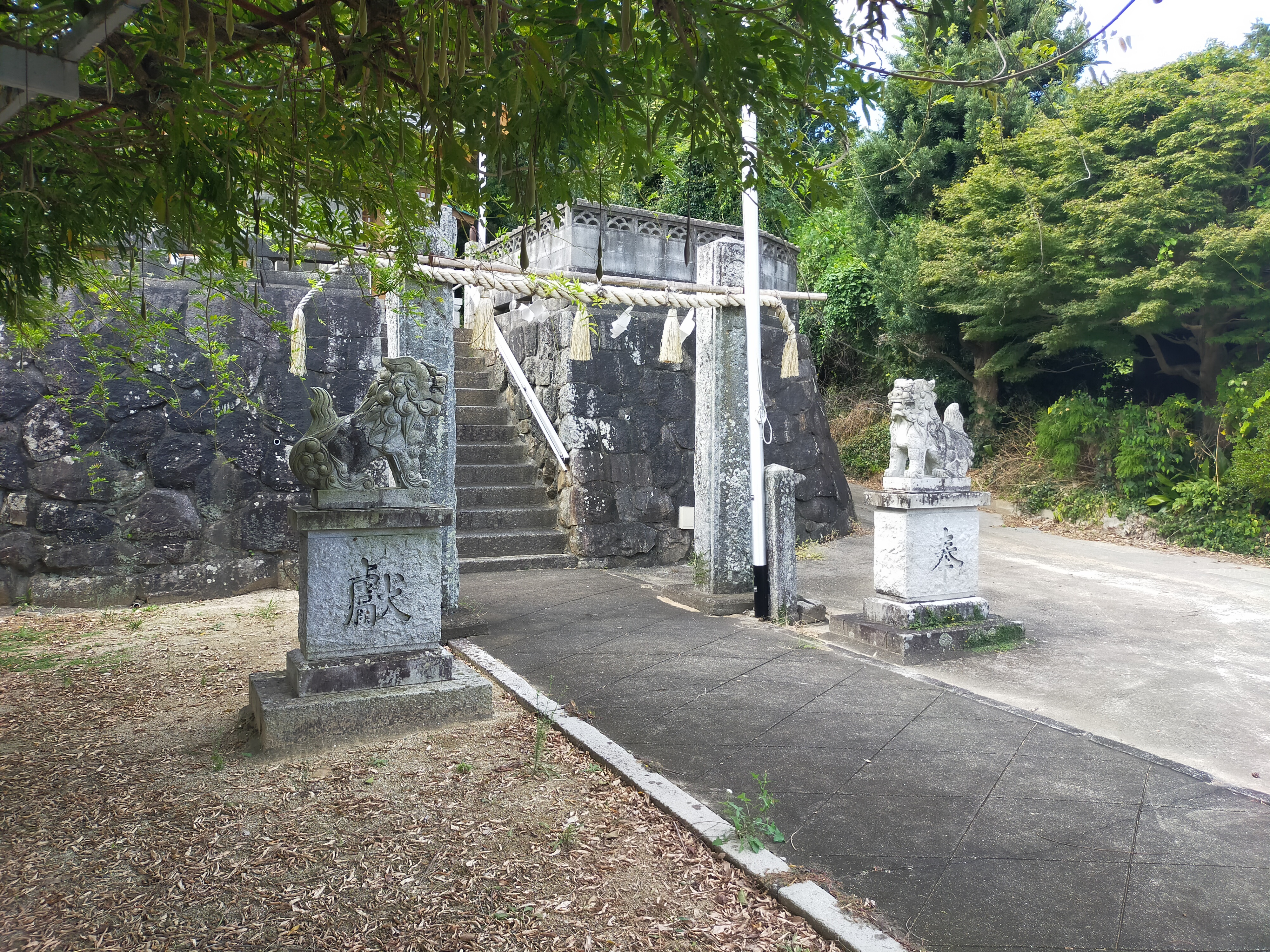
参道
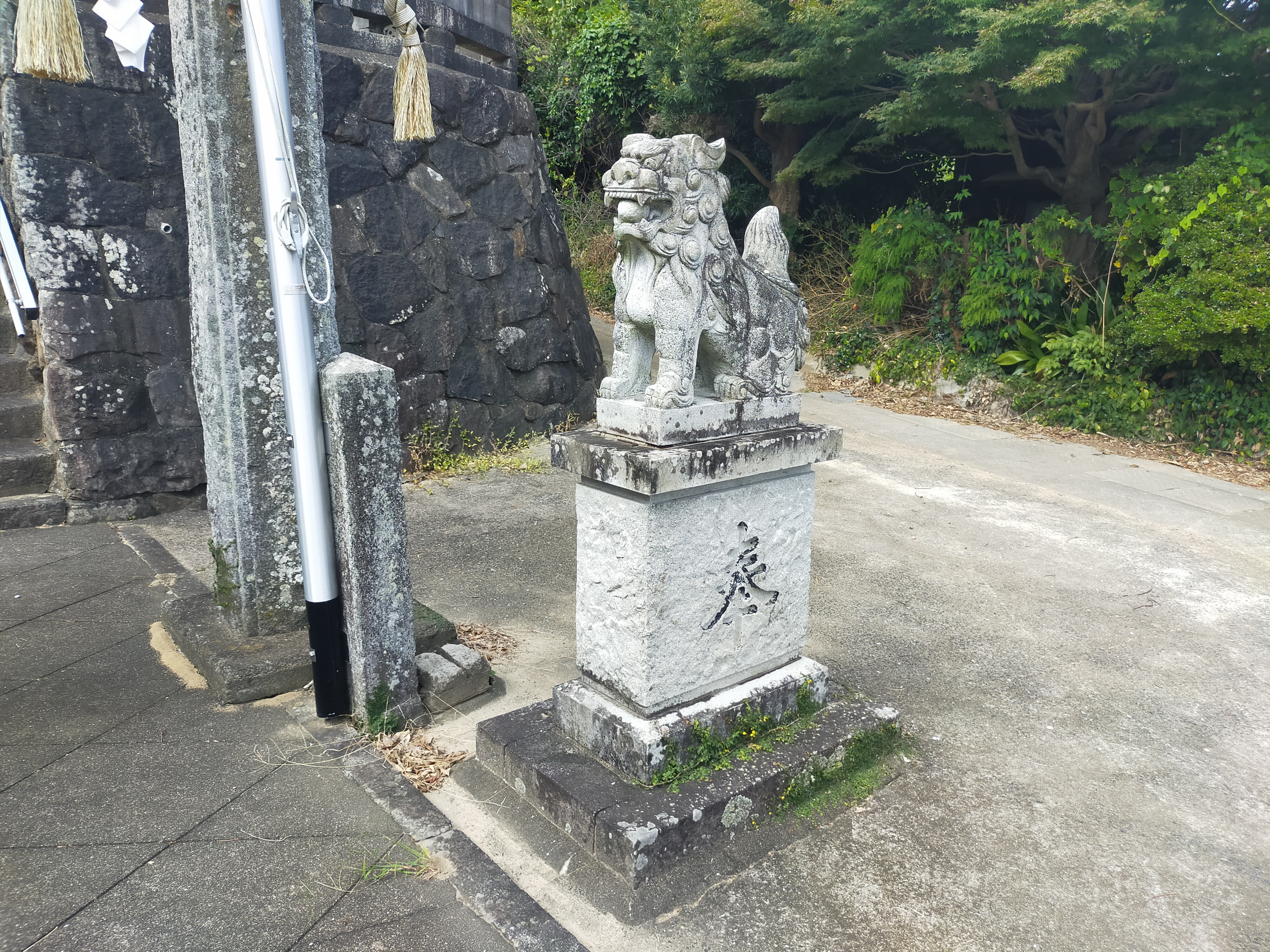
狛犬（阿形）
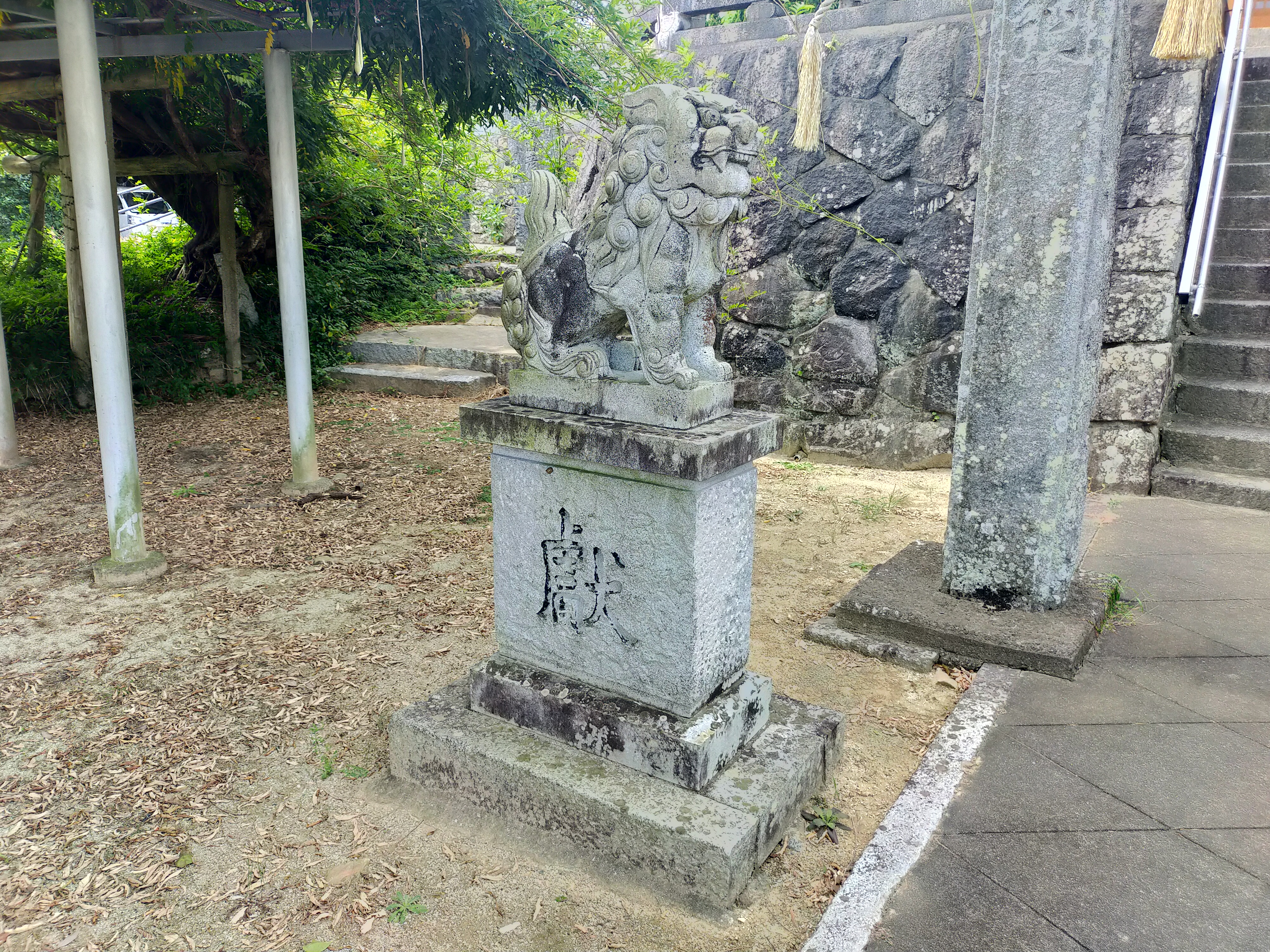
狛犬（吽形）
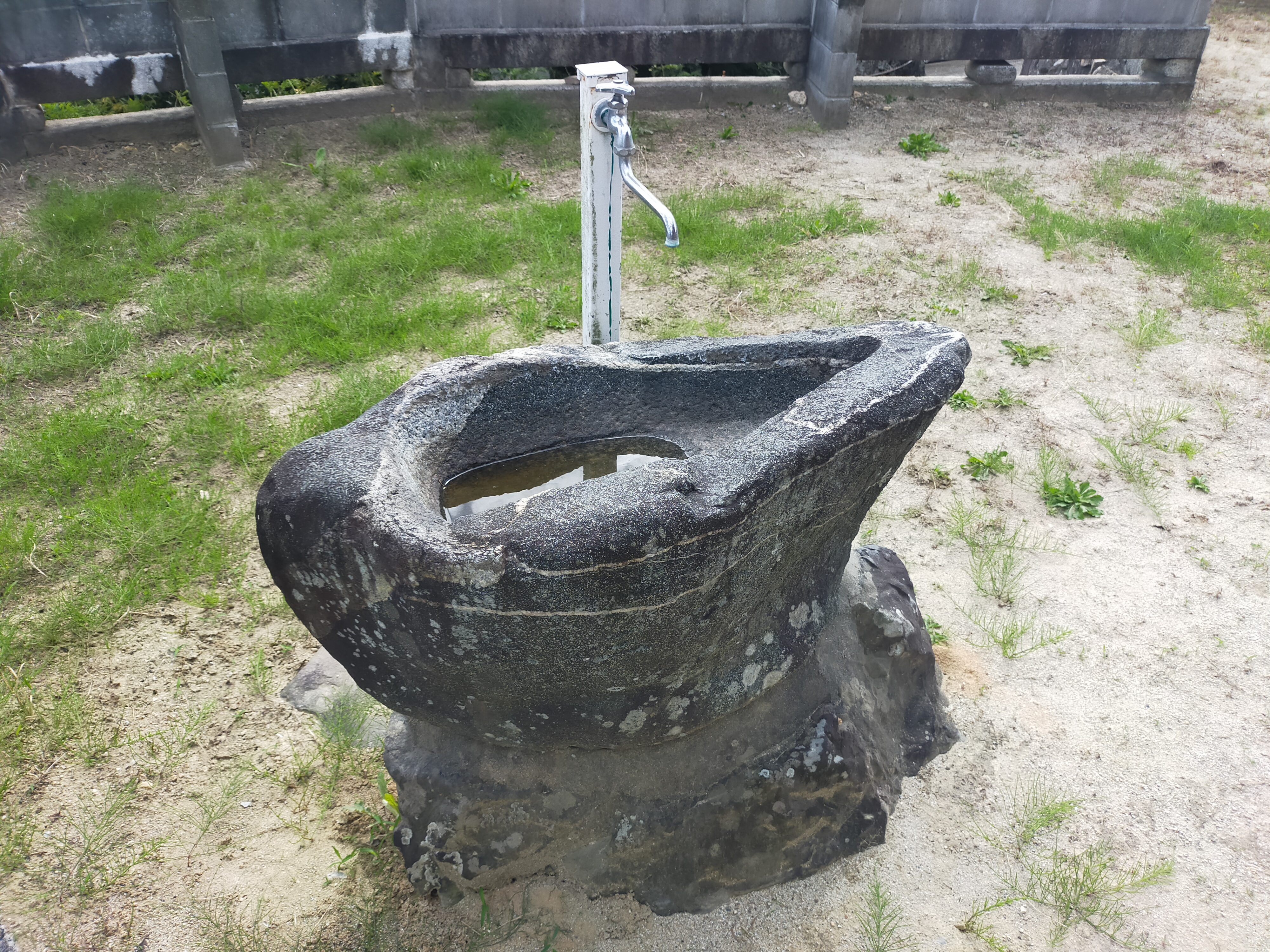
手水鉢
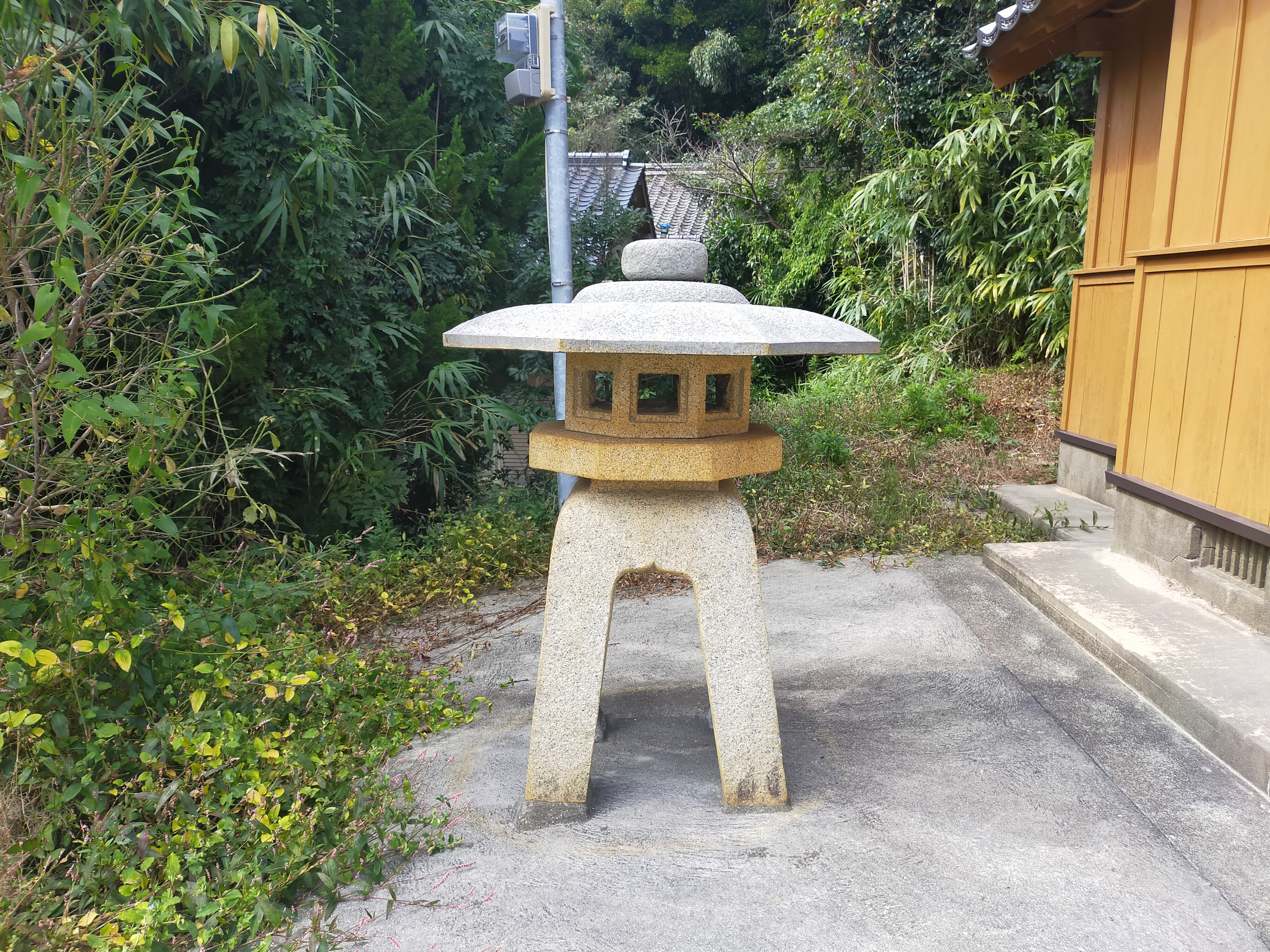
灯籠
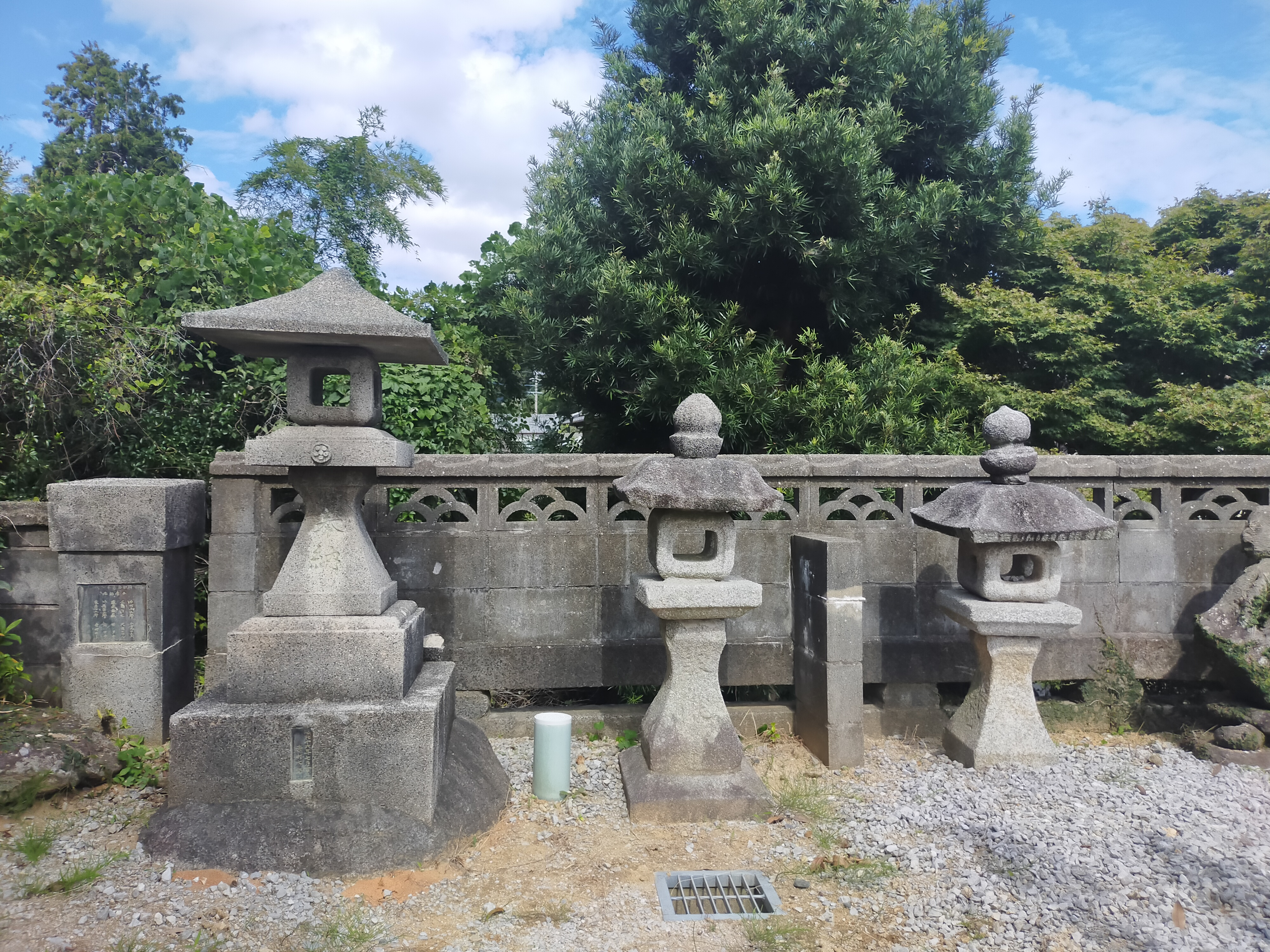
灯籠
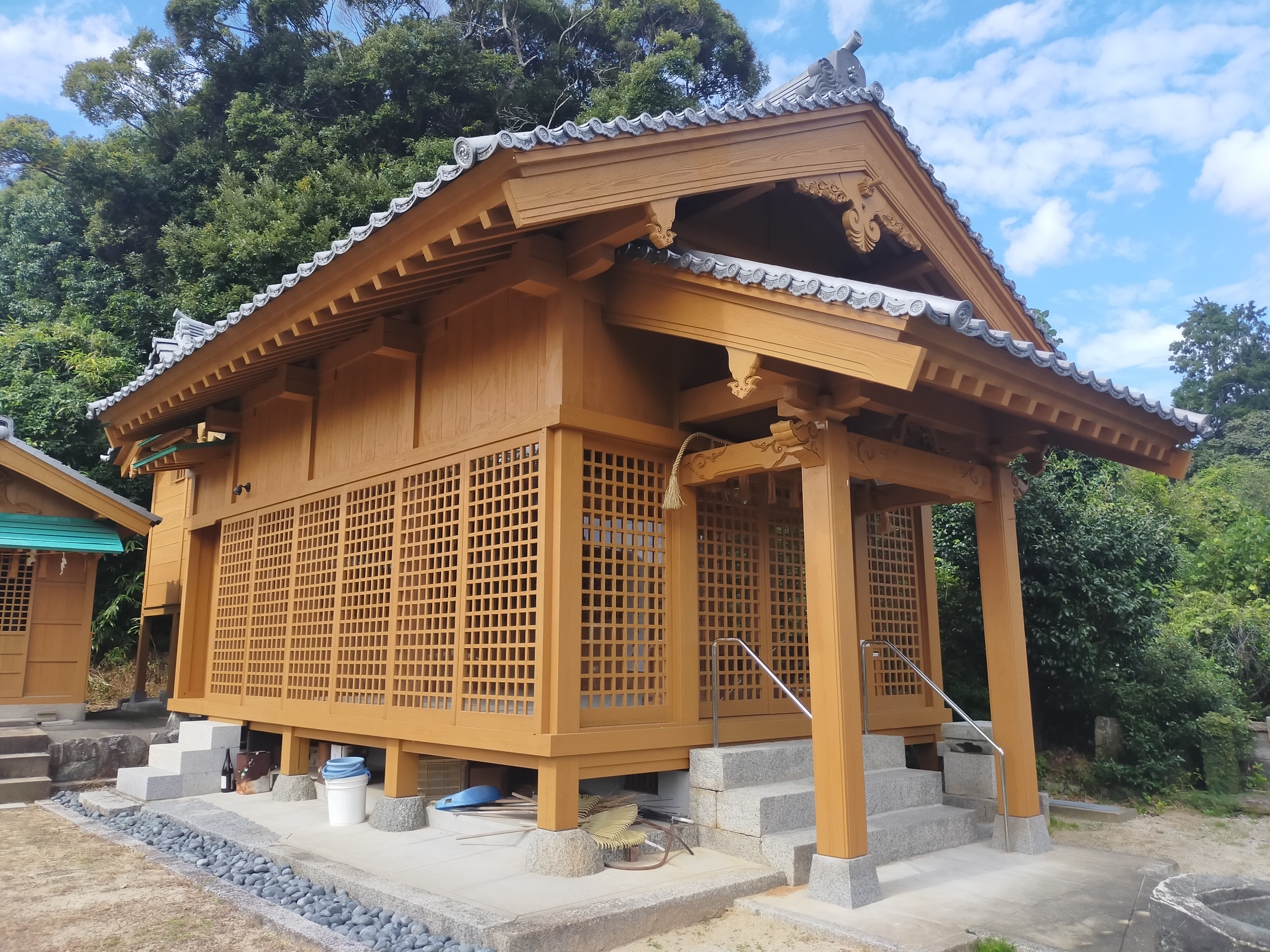
拝殿
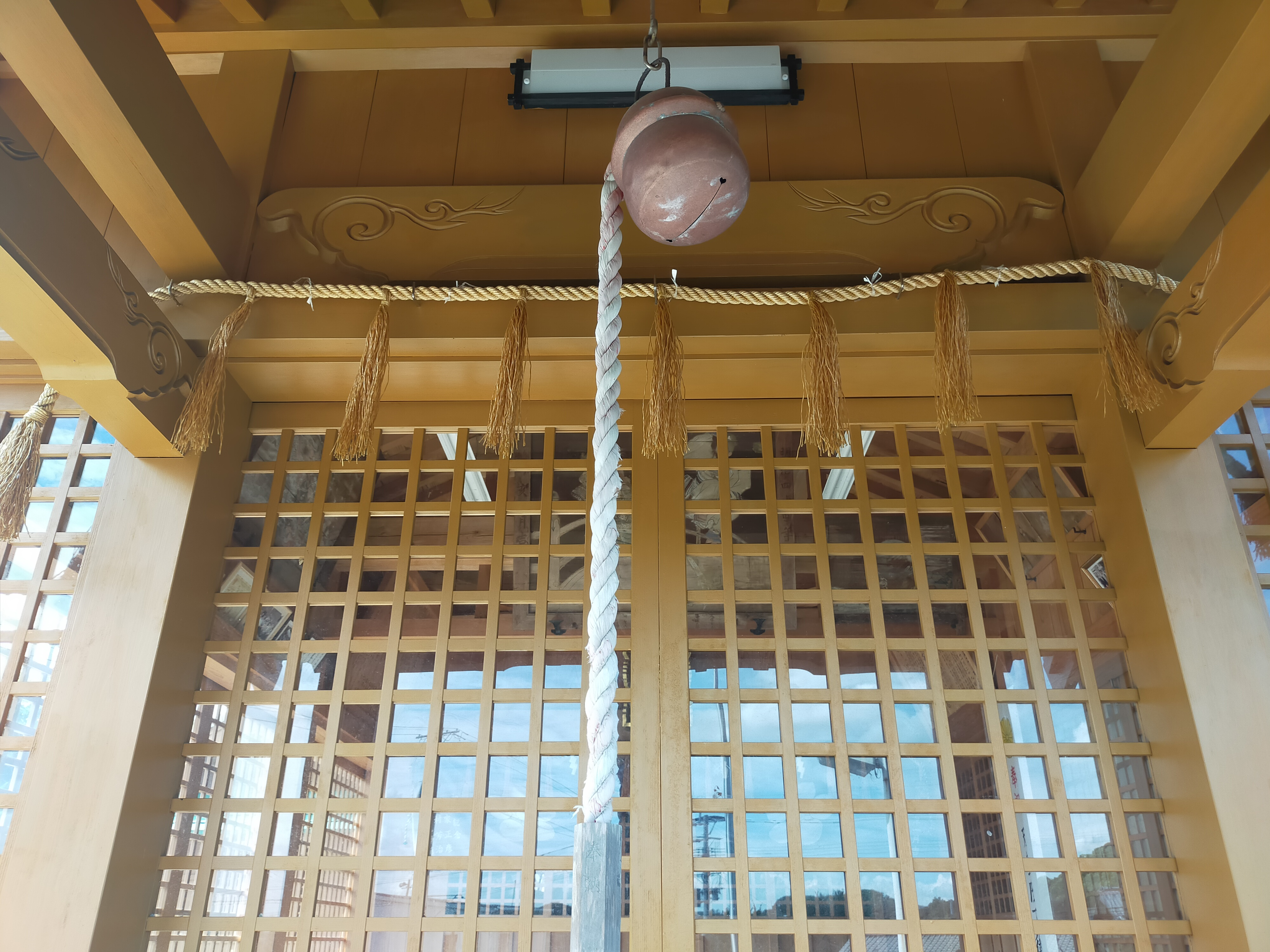
本坪鈴
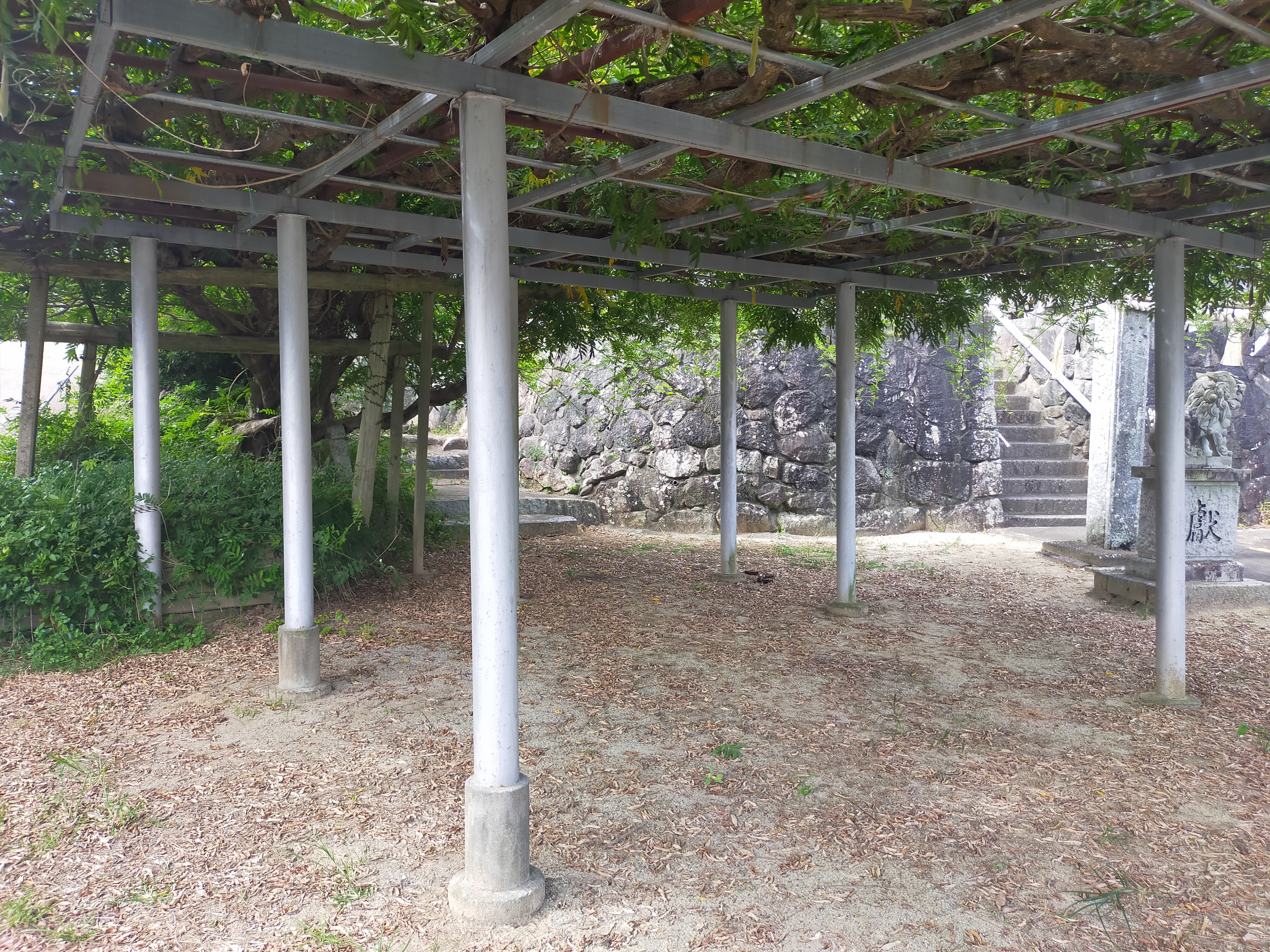
藤棚
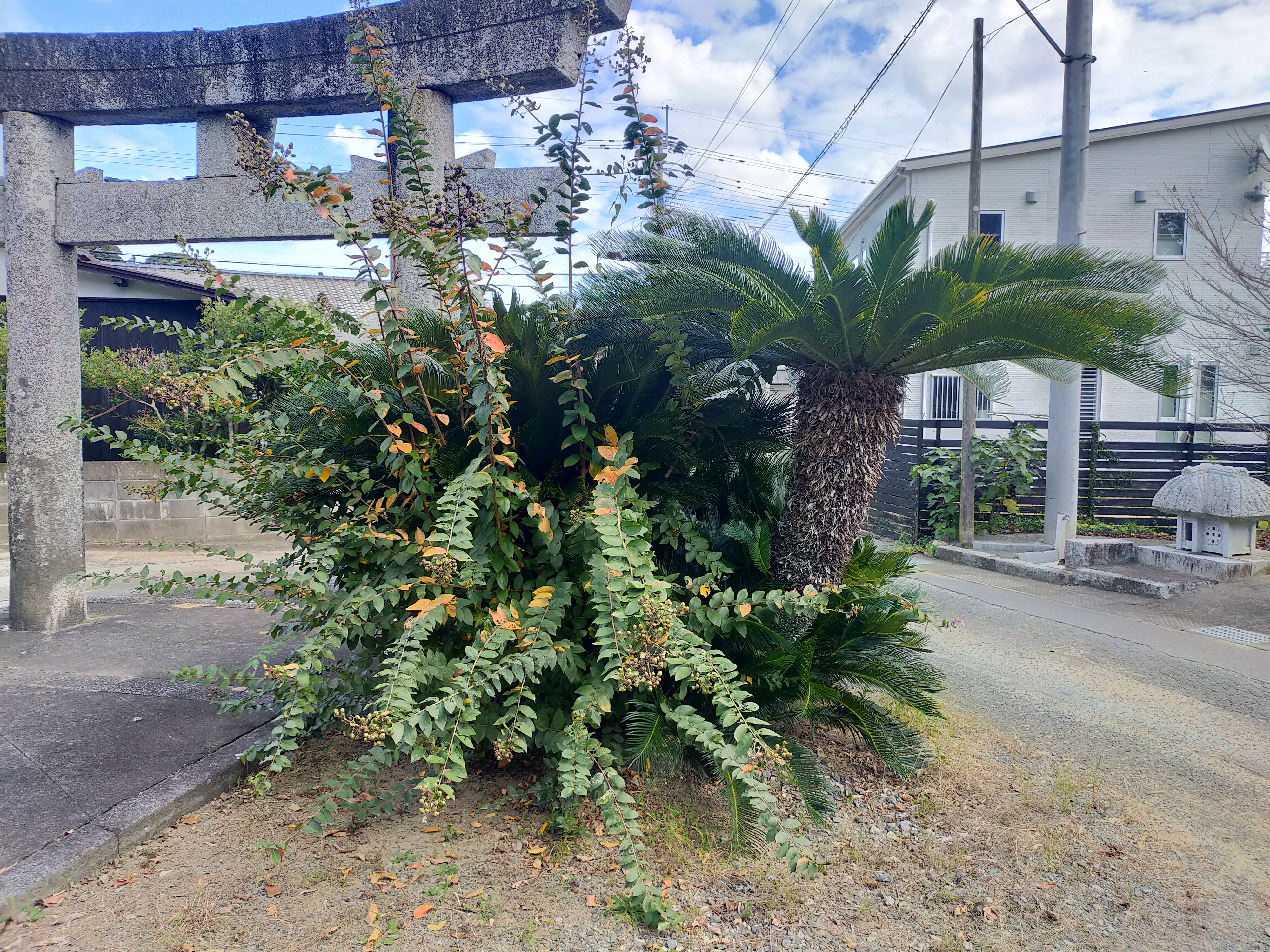
蘇鉄

## 現地情報

### 所在地
- 福岡県糸島市志摩稲留441番地1

### 交通アクセス
最寄り駅
- JR九州筑肥線筑前前原駅から徒歩52分

最寄のバス停・路線
- 稲留バス停（船越・野北線）から徒歩3分
- 東小金丸バス停（船越・野北線）から徒歩10分
- 師吉荘前バス停（船越・野北線）から徒歩15分